# Список об'єктів Світової спадщини ЮНЕСКО у Сент-Люсії
В списку об'єктів Світової спадщини ЮНЕСКО у Сент-Люсії налічується 1 найменування (станом на 2011 рік).
| № | Зображення | Назва                           | Місцеположення | Час створення | Час внесення до списку | №                                                   | Критерії  |
| - | ---------- | ------------------------------- | -------------- | ------------- | ---------------------- | --------------------------------------------------- | --------- |
| 1 |            | Природоохоронна територія Пітон | Карибське море | —             | 2004                   | 1161 [Архівовано 24 грудня 2018 у Wayback Machine.] | vii, viii |